# Karl Lauterbach (biolog)
Karl Adolf Georg Lauterbach, född den 21 april 1864 i Breslau, död den 1 september 1937 i Breslau, var en tysk biolog och geograf som är känd för sin utforskning av Tyska Nya Guinea.
Auktorsnamnet Lauterb. kan användas för Karl Lauterbach (biolog) i samband med ett vetenskapligt namn inom botaniken; se Wikipediaartiklar som länkar till auktorsnamnet.